# Organização caórdica
Organização caórdica refere-se a um sistema de organização que combina características de caos e ordem. A siglonimização "caórdica" é um termo cunhado por Dee Hock, fundador e ex-CEO da Visa.
A mistura de caos e ordem é frequentemente descrita como uma convivência harmoniosa exibindo características de ambos os termos, sem que haja dominância de um ou de outro. A natureza é em grande parte organizada de tal maneira; em particular, os organismos vivos e o processo evolutivo pelo qual eles surgiram são frequentemente descritos como "caórdicos" na natureza. Os princípios caórdicos também têm sido usados como diretrizes para a criação de organizações humanas - de negócios, sem fins lucrativos e governamentais - que seriam nem centralizadas, nem anárquicas.